# کارینه آشوقیان
کارینه آرامائیسی آشوقیان (ارمنی: Կարինե Արամայիսի Աշուղյան؛ انگلیسی: Karine Ashughyan زادهٔ ۲۰ مارس ۱۹۶۲ - درگذشته ۲۲ ژوئن ۲۰۱۹)، شاعر، شاعر، روزنامه‌نگار نظر و نویسنده اهل ارمنستان بود.

## زندگی‌نامه
وی در ۲۰ مارس ۱۹۶۲ در تاپراکان به دنیا آمد و از دانشگاه دولتی ایروان فارغ‌التحصیل گشت. وی برنده جوایزی همچون مدال یادبود گریگور نارکاتسی () شد. عضو اتحادیه نویسندگان ارمنستان بود. وی در ۲۲ ژوئن ۲۰۱۹ در سن ۵۷ سالگی در ایروان درگذشت.